# Пороховий коктейль
«Порохови́й кокте́йль» (англ. Gunpowder Milkshake) — екшн-комедія від режисера Навота Папушадо з Карен Ґіллан в головній ролі. Також в картині зіграли Ліна Гіді, Карла Ґуджино, Мішель Єо, Анджела Бассетт, Пол Джаматті і Фрея Аллан.
Фільм вийшов у прокат 15 липня.

## Синопсис
Бути кілером-весело і просто, коли до цього є вроджений талант, що дістався від матері. Складніше-залишитися при цьому хорошою людиною: настільки, щоб піти проти власного боса заради порятунку чужої дитини. Тепер Єва на прицілі у цілої армії головорізів. На щастя, мама поспішає на допомогу, а разом з нею — і її колишні напарниці, готові з превеликим задоволенням пригостити недоброзичливців своїм фірмовим «пороховим коктейлем».

## В ролях
- Карен Гіллан — Сем
  - Фрея Аллан — юна Сем
- Ліна Гіді — Скарлет
- Карла Гуджино — Мейделін
- Хлоя Коулман — Емілі
- Ральф Айнесон — Джим МакАлестер
- Адам Нагайтіс — Вергілій
- Мішель Єо — Флоренс
- Анджела Бассетт — Анна Мей
- Пол Джаматті — Нейтан
- Іван Кає — Янкі

## Виробництво
Проект був анонсований в квітні 2018 року на американському кіноринку, де компанії StudioCanal і The Picture Company придбали права на фільм.
У січні 2019 року роль в екшн-комедії отримала Карен Гіллан в лютому — Ліна Гіді, а в квітні — Анджела Бассетт. У травні до касту приєдналися Пол Джаматті, Мішель Йео, Карла Гуджино і Іван Кає, у червні — Адам Нагайтіс і Ральф Айнесон.
Зйомки почалися 3 червня 2019 року і закінчилися 20 серпня 2019 року в Берліні.

## Маркетинг
Локалізований трейлер фільму був опублікований в мережі 25 травня 2021 року.